# Musa × paradisiaca
A banana-da-terra, banana-comprida, banana-café, pacovã ou chifre de boi (do grupo das Angiospermas, monocotiledôneas - família das musáceas) é um plátano (primo da banana) de grande porte oriunda da África, chegando a aproximadamente 30 cm de comprimento (sendo a maior banana conhecida) e tem massa de aproximadamente 500 g cada fruto. Sua casca é amarela escura, com manchas pretas quando madura; polpa rosada e macia.
A banana-da-terra tem um dos lados plano, não é tão adocicada quanto os outros tipos de bananas e sua polpa também é mais consistente (mais densa), contendo amidos não digeríveis com facilidade, motivo para o qual nutricionistas não recomendam seu consumo cru e, portanto, ela é principalmente cozida, frita ou assada antes de ser consumida (no Brasil seu consumo se dá em maior escala na região Centro-Oeste, mas também nas regiões Norte e Nordeste).

## Nutrição
| Quantidade                      | 100 gramas |
| ------------------------------- | ---------- |
| Água (%)                        | 63,9       |
| Calorias (Kcal)                 | 128        |
| Proteína (g)                    | 1,4        |
| Carboidrato (g)                 | 33,7       |
| Fibra Alimentar (g)             | 1,5        |
| Colesterol (mg)                 | n/a        |
| Lipídios (g)                    | 0,2        |
| Ácido Graxo Saturado (g)        | 0,1        |
| Ácido Graxo Mono insaturado (g) | traços     |
| Ácido Graxo Poli insaturado (g) | 0,1        |
| Cálcio (mg)                     | *          |
| Fósforo (mg)                    | 26         |
| Ferro (mg)                      | 0,3        |
| Potássio (mg)                   | 328        |
| Sódio (mg)                      | traços     |
| Vitamina B1 (mg)                | 0,03       |
| Vitamina b2 (mg)                | 0,02       |
| Vitamina B6 (mg)                | 0,14       |
| Vitamina B3 (mg)                | *          |
| Vitamina C (mg)                 | 15,7       |